# 2009 Voloshina
2009 Voloshina eller 1968 UL är en asteroid i huvudbältet som upptäcktes den 22 oktober 1968 av den ryska astronomen Tamara Smirnova vid Krims astrofysiska observatorium på Krim. Den har fått sitt namn efter Vera D. Voloshina.
Asteroiden har en diameter på ungefär 26 kilometer och den tillhör asteroidgruppen Themis.